# Писаная (деревня)
Писаная — деревня в Яшкинском районе Кемеровской области в месте впадения реки Писаной в реку Томь. Входит в Колмогоровское сельское поселение. Название и деревни и реки связано с расположенным в 500 м от деревни вниз по течению реки Томь одним из самых известных российских памятников наскального искусства - Томской писаницей.

## История
Деревня Писаная основана в 1656 г. Томским Алексеевским монастырем.
Первые сведения о численности деревни относятся к 1762–1763 гг. В монастырских книгах этого периода за деревней числилось 16 душ мужского пола, из них годных к работе – 7 человек. Население росло, к концу XIX в. в Писаной насчитывалось 15 дворов. Все население деревни состояло из 77 человек.
После революции население деревни увеличилось. В 1936 г. здесь было около 70 дворов. В деревне была кузница и водяная мельница.
Административная принадлежность деревни Писаной на протяжении XVIII–XX вв. менялась несколько раз. После секуляризации 1764 г. она была отнесена к Пачинской волости Томского уезда Тобольского наместничества (с 1804 г. – Томской губернии), с 1856 г. она отнесена к Тутальской волости. С 1910 по 1919 г. – снова к Пачинской волости Томского уезда.
Писаная входила в Пачинский приход Иоанна Предтечи, а после постройки храма в селе Колмогорово – в новый приход.
Во время коллективизации многие жители деревни попали под раскулачивание.
В 1936 г. деревня Писаная стала колхозом «Путь жизни». В колхозе держали скотину и птицу, имелись колхозные коровники, конный двор. За колхозом было закреплено два трактора.
В 60-х гг. XX в. в находящемся на расстоянии 7 км от Писаной в селе Колмогорово была открыта птицефабрика, и много жителей переехало туда, где были рабочие места.
На данный момент времени на территории Писаной находятся строения представляющие историческую ценность. Их планируется включить в экспозиционный комплекс, однако они требуют реставрации, которую невозможно провести без мощных финансовых вливаний.

## Население
Постоянное население деревни 6 чел.(2010, перепись).

## Транспортное обеспечение
Деревня располагается на шоссе Кемерово — Яшкино с рейсовым пассажирским автобусным движением. До деревни можно добраться:
- из Кемерово и Яшкино автобусом № 559 «Кемерово — Яшкино», который ходит 8 раз в день.
- из Томска и Новосибирска собственным автотранспортом через паромную переправу и летний понтонный мост в г.Юрга